# Dierogekko insularis
Dierogekko insularis — вид геконоподібних ящірок родини диплодактилідів (Diplodactylidae). Ендемік Нової Каледонії.

## Поширення і екологія
Dierogekko insularis мешкають на островах Арт і Потт в групі островів Белеп, а також на острові Янде, на північ від Нової Каледонії. Вони живуть в тропічних лісах і чагарникових заростях, що ростуть серед скель, на висоті до 280 м над рівнем моря. Ведуть нічний, деревний спосіб життя: вдень ховаються під камінням, а вночі залазять на рослинність.

## Збереження
МСОП класифікує цей вид як такий, що перебуває під загрозою зникнення. Dierogekko insularis загрожує знищення природного середовища, хижацтво з боку інтродукованих щурів і кішок, та можлива поява на островах інвазивних мурах Wasmannia auropunctata.